# Assedio di Faruriyyah
L'assedio di Faruriyyah nell'862 fu una campagna militare condotta dal Califfato abbaside contro l'Impero bizantino. Pianificata durante il breve califfato di al-Muntasir (r. 861–862), fu comandata dal generale turco Wasif, ed era intesa colpire le posizioni difensive bizantine nell'Anatolia meridionale. In origine intesa come un'operazione pluriennale, la campagna riuscì ad ottenere solo un successo minore con la presa della fortezza di Faruriyyah.

## Contesto storico
Al-Muntasir divenne califfo l'11 dicembre 861, in seguito all'assassinio di al-Mutawakkil per opera di membri della guardia turca. Anche se fu sospettato di essere coinvolto nel complotto per uccidere al-Mutawakkil, fu in grado di prendere rapidamente il controllo degli affari nella capitale, Samarra, e ricevere il giuramento di fedeltà dagli uomini più importanti dello stato. L'elevazione improvvisa di Al-Muntasir al califfato fu di beneficio di alcuni dei suoi stretti associati, che ottennero importanti posizioni nel governo dopo la sua ascesa. Tra questi vi era il suo segretario, Ahmad ibn al-Khasib, che divenne visir, e Wasif, un generale turco probabilmente pesantemente coinvolto nell'assassinio di al-Mutawakkil.
Poco tempo dopo essersi assicurato la sua posizione come califfo, al-Muntasir decise di inviare un esercito contro i Bizantini. Secondo lo storico al-Tabari, questa decisione fu dovuta a Ahmad ibn al-Khasib; il visir detestava Wasif, e tentò di trovare un pretesto per tenerlo lontano dalla capitale. Ahmad alla fine decise che il modo migliore per ottenere ciò era metterlo alla testa di una campagna militare. Alla fine riuscì a convincere il califfo, e al-Muntasir ordinò a Wasif di dirigersi verso la frontiera bizantina.

## Pianificazione e preparativi
Indipendentemente dalle effettive motivazioni della spedizione, Wasif sembrerebbe non aver opposto obiezioni al suo incarico, e i preparativi per l'operazione militare ebbero presto inizio. Benché le tradizionali incursioni estive annuali  (sawaʾif) in territorio bizantino avessero continuato a svolgersi per mano dei comandanti locali sulla frontiera come 'Ali ibn Yahya al-Armani e 'Umar ibn 'Abdallah al-Aqta nel corso del califfato di al-Mutawakkil, si trattava della prima spedizione a larga scala contro i Bizantini pianificata dal governo centrale dopo diverso tempo, e il califfo era pronto a mettere a disposizione una ingente quantità di risorse per l'impresa.
La campagna fu pianificata in grande stile. Wasif avrebbe dovuto comandare più di diecimila truppe, facenti parte dell'esercito regolare, i mawla e i Shakiriyya. Inoltre, per ordine di al-Muntasir, si procedette a leve di volontari disposti a prendere parte alla spedizione. Il 13 marzo 862 la campagna fu annunciata in un proclama, nel quale la spedizione imminente fu presentata come una guerra santa e lo stesso Wasif fu elogiato venendo descritto come abile comandante e servitore leale del califfo.
Gli ufficiali ricevettero ruoli specifici nell'esercito; in particolare Muzahim ibn Khaqan fu posto al comando dell'avanguardia, Muhammad ibn Raja' della retroguardia, al-Sindi ibn Bukhtashah del fianco destro e Nasr ibn Sa'id al-Maghribi delle macchine da assedio. Abu al-Walid al-Jariri al-Bajali ricevette l'incarico di gestire le spese dell'esercito e di supervisionare la spartizione del bottino. Una tabella di marcia per la spedizione fu definita, secondo la quale Wasif e l'esercito dovuto raggiungere la postazione di frontiera di Malatya (la greca Melitene) il 15 giugno 862 e avrebbero dovuto iniziare l'invasione del territorio bizantino il 1 luglio. Dopo aver attaccato le posizioni bizantine nel corso dell'estate, Wasif avrebbe dovuto rimanere sulla frontiera e sferrare ulteriori campagne nel corso dei successivi quattro anni, fino a nuovo ordine dal califfo.

## Campagna
Avendo ultimato i preparativi, Wasif partì con l'esercito per la frontiera bizantina all'inizio dell'862. Non appena arrivato sul lato siriaco della zona di frontiera, vi posero l'accampamento in vista delle loro incursioni in territorio bizantino.
Prima che Wasif avesse il tempo per conseguire successi rilevanti contro i Bizantini, tuttavia, la campagna fu messa in secondo piano dai rivolgimenti che erano avvenuti nel frattempo nella capitale. Dopo un regno di soli sei mesi, al-Muntasir si spense agli inizi di giugno, o di malattia o di avvelenamento. In seguito alla sua morte, il visir Ahmad ibn al-Khasib e un piccolo gruppo di importanti comandanti turchi si incontrarono e decisero di nominare al-Musta'in come nuovo califfo. Essi presentarono la loro decisione ai reggimenti militari di Samarra, e furono infine in grado di costringere i soldati a giurare fedeltà al loro candidato.
La morte di al-Muntasir non provocò l'immediata conclusione della campagna militare. Wasif, nell'apprendere della morte del califfo, decise che l'operazione avrebbe dovuto essere portata avanti, e condusse le proprie truppe in territorio bizantino. L'armata avanzò contro una fortezza bizantina chiamata dalle fonti islamiche Faruriyyah nella regione di Tarso. I difensori furono sconfitti e la fortezza fu espugnata dai Musulmani.
Alla fine, tuttavia, il cambio di governo a Samarra portò la spedizione a una conclusione prematura. L'ascesa di al-Musta'in non poteva essere ignorata ulteriormente da Wasif; avendo già perso l'opportunità di avere un ruolo nella selezione del nuovo califfo, doveva salvaguardare i propri interessi facendo ritorno nella capitale. Di conseguenza, decise di ritirarsi dal territorio bizantino ed entro l'863 era tornato a Samarra.

## Conseguenze
Nell'anno successivo alla campagna, l'esercito bizantino conseguì un notevole successo sulla frontiera, sconfiggendo i Musulmani nella decisiva Battaglia di Lalakaon e uccidendo i comandanti veterani 'Umar ibn 'Abdallah e 'Ali ibn Yahya.